# しんたろー
しんたろー（12月1日 -）は、日本のイラストレーター。主にPC用アダルト美少女ゲームの原画、キャラクターデザインを担当する。「GRAPEFRUIT」という名の同人サークルを主宰している。

## 経歴・人物
絵を描くようになったのは大学生時代から。ペンネームは『南国少年パプワくん』に登場するキャラ「シンタロー」に由来。好きな漫画家は東まゆみ。

## 担当作品

### ゲーム原画
- 私立アキハバラ学園（フロントウイング、2003年8月29日）
- あきばこ 「私立アキハバラ学園」ファンディスク（フロントウイング、2003年12月19日）
- ふぁいなりすと（プリンセスソフト、PlayStation 2用ソフト、2006年1月26日）
- ボーイミーツガール（フロントウイング、2006年2月24日）
- かみぱに!（クロシェット、2008年3月28日）
- あまつみそらに!（クロシェット、2010年5月28日）
- プリズム◇リコレクション!（クロシェット、2013年2月22日）
- はるるみなもに!（クロシェット、2017年3月24日）[4]

### 小説イラスト
いずれもフランス書院刊、美少女文庫（成人向け）。
- Kiss〜魔法少女は修業中（著：青橋由高、2004年9月1日、ISBN 9784829657331）[注 1]

### 画集
- Reminiscences しんたろーアートワークス（アスキー・メディアワークス、2011年12月15日、ISBN 9784048704526）

### CDジャケット
- GWAVE 2008 1st Experience（2008年12月26日発売）[5]